# 勿来町酒井
勿来町酒井（なこそまち さかい）は、福島県いわき市にある大字である。郵便番号は979-0142。

## 地理
いわき市南部の勿来地区に属する。西で瀬戸町、北西で勿来町白米、北から東にかけて勿来町窪田、南で茨城県北茨城市関本町とそれぞれ隣接する。二級水系蛭田川中流域を範囲とする。左岸側の高台に住宅地が広がる。右岸側の平地には水田が広がるが、南東部の山裾には住宅地が広がり、南西部の県道日立いわき線沿いには工場も立地している。概ね市町村制以前の菊多郡酒井村の流れを汲む地域である。植田町内に所在するいわき南警察署及び錦町に所在する勿来消防署がそれぞれ管轄にあたる。

### 主な字
字
複数の字を持つが、地名の表記に「字」の文字は使用されない。
- 青柳
- 内田
- 北境
- 酒井原

- 堀ノ内
- 竹ノ内
- 上ノ台
- 関根前

- 関根
- 住生作
- 北ノ内
- 七反田

- 金ケ町
- 小山下
- 赤坂
- 出蔵

- 大作
- 高畔

## 歴史
- 1879年1月27日 - 棚倉藩領酒井村が福島県内における郡区町村制の施行により菊多郡の村となる[4]。
- 1889年4月1日 - 町村制の施行により酒井村が窪田村、白米村、関田村、大高村、九面村、四沢村と合併し、菊多郡窪田村が新たに発足する。り、旧酒井村域は窪田村の大字となる[4]。
- 1896年4月1日 - 菊多郡と周辺郡との合併により石城郡が発足し、石城郡窪田村となる[4]。
- 1925年5月1日 - 窪田村が町制施行し、勿来町となる[4]。
- 1955年4月29日 - 勿来町が山田村、植田町、川部村、錦町と合併、勿来市が新たに発足し、勿来市の大字となる[4]。
- 1966年10月1日 - 勿来市が平市・常磐市・内郷市・磐城市、石城郡小川町・遠野町・四倉町・川前村・田人村・好間村・三和村、双葉郡久之浜町・大久村と合併しいわき市となり、いわき市勿来地区の大字となる[4]。

## 世帯数と人口
2023年10月31日現在の世帯数と人口は以下の通りである。
| 大字       | 世帯数   | 人口   |
| ---------- | -------- | ------ |
| 勿来町酒井 | 1001世帯 | 2318人 |

## 小・中学校の学区
市立小・中学校に通う場合、学区は以下の通りとなる。
| 番地                                                                                                  | 小学校                   | 中学校                   |
| --- | ------------------------ | ------------------------ |
| 大槻後、青柳、内田、関表、 北境、北境後、酒井原、西原、 堀ノ内、竹ノ内、上ノ台、関根前、 関根、大山田 | いわき市立勿来第一小学校 | いわき市立勿来第一中学校 |
| 上記を除く全域                                                                                        | いわき市立勿来第三小学校 | いわき市立勿来第一中学校 |

## 交通

### 道路
- 常磐自動車道
- 茨城県道・福島県道10号日立いわき線

## 施設
- いわき市立勿来第三小学校
- 復興公営勿来酒井団地
  - 双葉郡立勿来診療所
- 五浦庭園カントリークラブ
- ムラコシ精工 勿来工場
- 城北化学工業 いわき工場
- 出蔵寺
- 勝楽寺
- 若宮八幡宮